# Blåsjön (Daretorps socken, Västergötland)
Blåsjön är en sjö i Tidaholms kommun i Västergötland och ingår i Motala ströms huvudavrinningsområde.